# Kostel svatého Šimona a Judy (Liptovské Sliače)
Kostel sv. Šimona a Judy je raně gotická budova sakrálního typu, nachází se v obci Liptovské Sliače v oblasti Liptov na Slovensku. První zmínka o této obci je z roku 1251. Kostel, jehož vznik spadá do první poloviny 14. století, byl původně postaven na okraji vsi Nižný Sliač. Postupem času však kolem komplexu kostela – fary, školy a hospodářských budov – začala vznikat nová osada: Stredný Sliač. Okolo roku 1520 pak přibyl i Vyšný Sliač.

## Historie objektu

### Období 14. – 16. století
Pravděpodobný vznik kostela je datován do roku 1325. Kostel se vyznačuje neobyčejným množstvím zachovalých nástěnných maleb. Jediný dokument, který se ohledně počátků kostela dochoval, je dismembrační (odškodňovací) listina probošta Valentýna z roku 1326, který stavbu kostela inicioval, aby obyvatelé Sliačí nemuseli chodit do vzdálené sousední vesnice. Zahájení stavebních prací je tak pouze odhadováno na rok 1324, již o rok později byl kostel pravděpodobně dokončen a roku 1326 i vysvěcen. Původní první malířská výzdoba pochází z let 1326–1334 a byla zhotovena italským malířem, poté následovala druhá část maleb z roku okolo 1400. V 15. století ke kostelu byla postavena obranná zeď, na které později přibyly i střílny. První rekonstrukce proběhla až téměř dvě stě let po vzniku kostela, a to roku 1505. Trvala celých patnáct let. Původní kazetový strop byl v druhé polovině 16. století nahrazen renesanční síťovou klenbou.

### Období 17. – 21. století
Věž kostela byla přistavěna na konci 17. století. Její stavba probíhala ve třech etapách, takže dokončena byla až roku 1705, díky štědrému daru sto zlatých od faráře z Pribyliny. Roku 1644 byla chrámová loď zaklenuta renesanční klenbou. Barokní kaplička Božího hrobu byla ke kostelu připojena roku 1830 a koncem 19. století byl kostel vymalován Josefem Hanulou, místním rodákem. V letech 1956 až 1961, za působení kněze Josefa Kútníka, prošel kostel další velkou rekonstrukcí. Dodnes stojící nová fara byla postavena v letech 1983 až 1994, po zboření fary původní. Roku 1996 až 2002 byly malby Josefa Hanuly restaurovány. Okolo roku 2012 proběhla velká rekonstrukce vnějšku kostela a jeho okolí. Nová střecha z cihlových tašek, nový nátěr vnějších stěn, oprava ochranné zdi, nové měděné okapy a mnoho dalšího. Zrekonstruováno bylo také blízké okolí – náměstí, které bylo pojmenováno podle Josefa Kútnika.

## Architektonicky popis exteriérové části
Celý kostel je plný symboliky. Kostel měl čtrnáct vnějších pilířů, které tvořily vnější opěrný systém kostela. Kolem celého kostela se vine obranná zeď z 15. století. Na jihozápadní straně stála dřevěná zvonice, která se nezachovala – po dostavění kostelní věže ztratila smysl.

### Západní průčelí

Západní průčelí s hlavním vchodem

Vstupní portál ve tvaru lomeného oblouku s jednoduše okoseným ostěním má dvě dveřní křídla a byl zbudován spolu se západní částí kostela. Nad portálem se nachází úzká sdružená lomená okna. V rámu byla sklíčka, šestihranné včelí plástve, tvaru matného skla vložená do olověné mřížky. Před oknem je mříž zasazená do kamenného ostění, zabezpečující sklo před mechanickým rozbitím zvenčí.

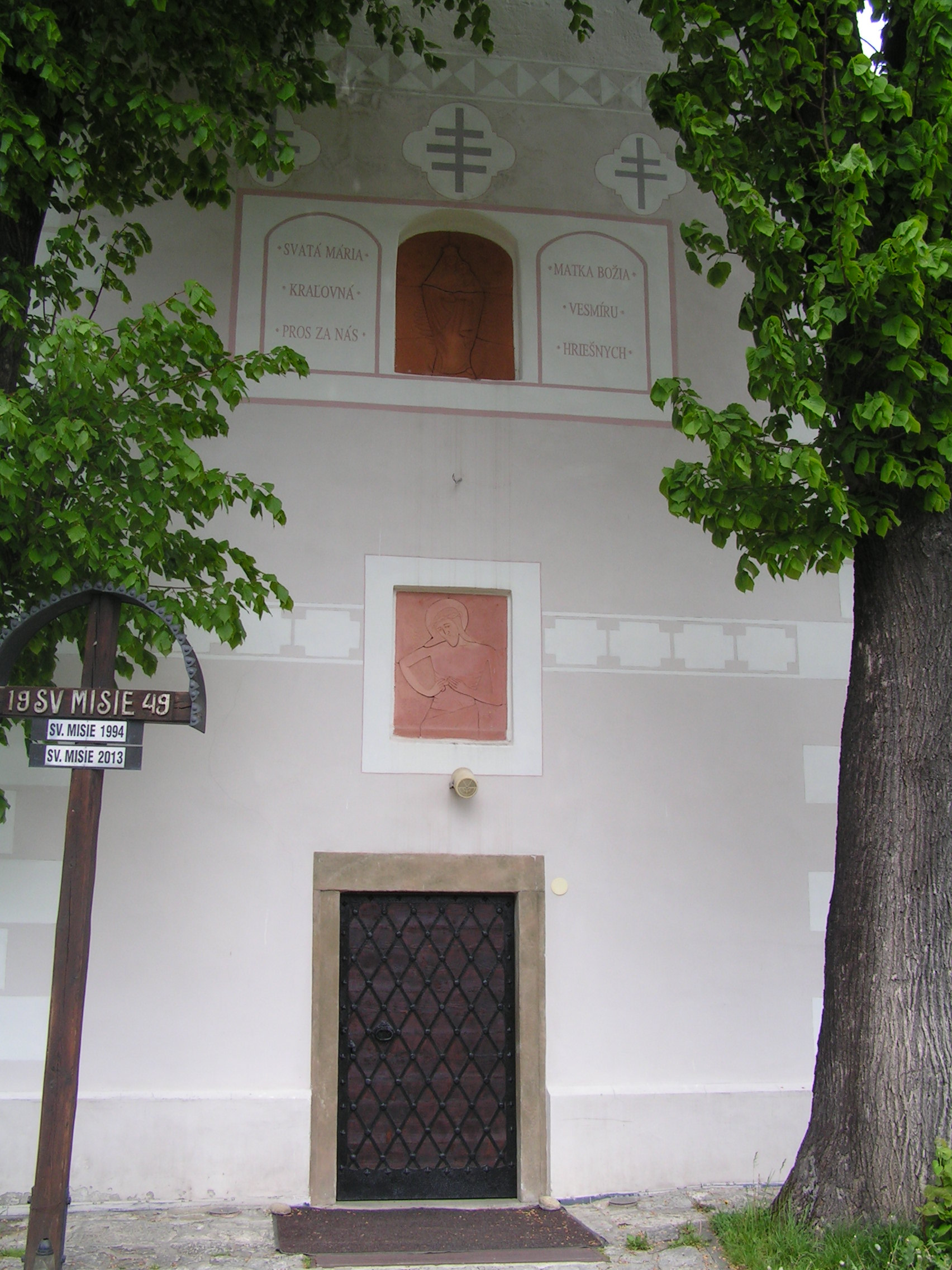
Vedlejší jižní vchod

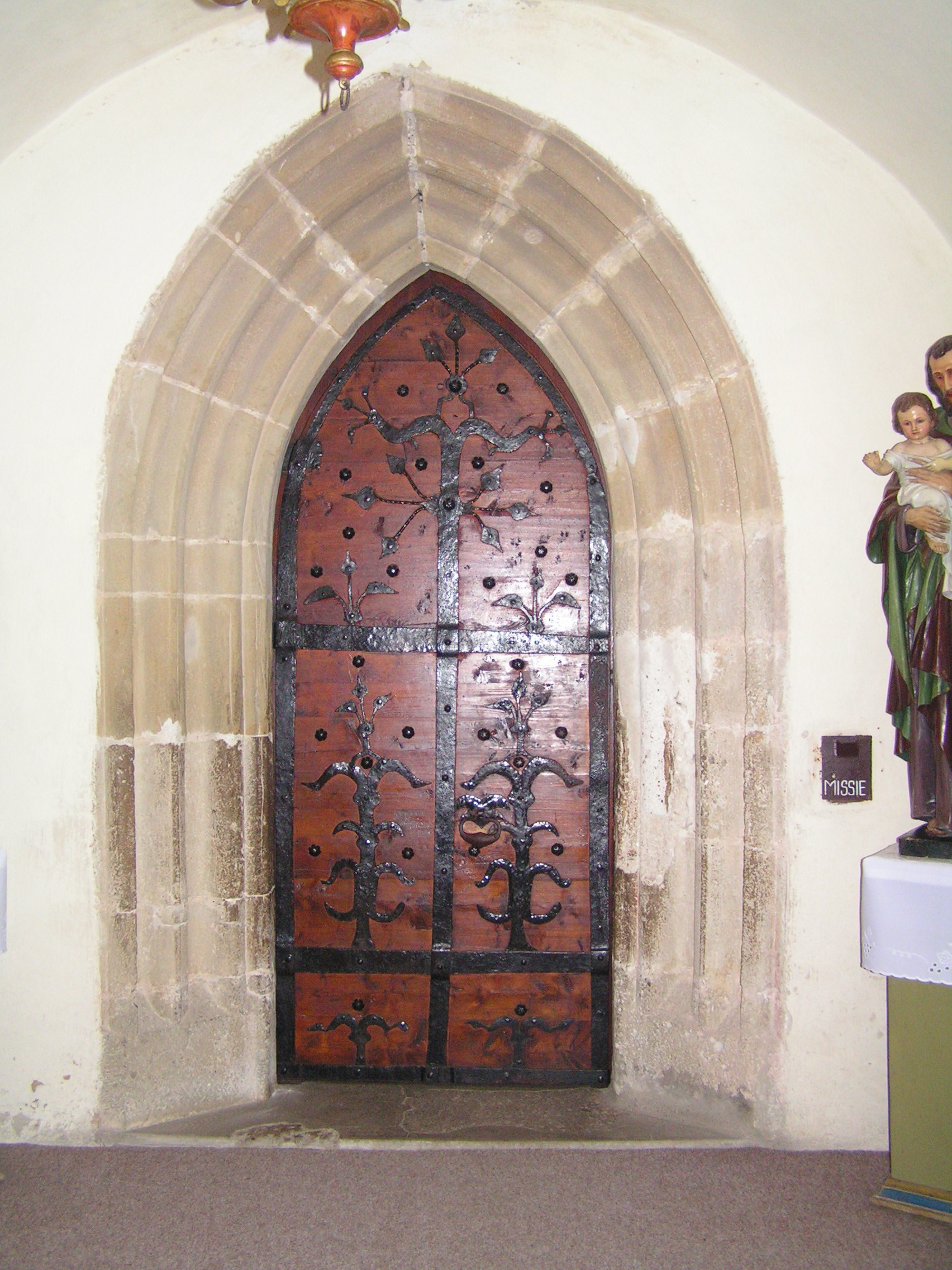
Původní kování

### Jižní průčelí
Původní vstup byl v jižní zdi od cesty. Tento vstup, který byl doplněný později dostavěným předsíňovým prostorem v podvěží, je v současnosti zachován jako vedlejší vchod. Stojí před ním věž ze 17. století. Portál je z vnější strany zdobený třemi profilovanými pruty. Z vnitřní strany není výraznější reliéf. Kamenné ostění je bez tympanonu, ten nahrazovala freska nad portálem, jež už není dochovaná kvůli přístavbě věže. Dřevěné dveře mají železné kování a visí na třech pantech. Smrkové dřevo je novější, vnější kování je původní a perfektně dochované. Na krajích mají hrubou železnou obrubu – rám. Dveře jsou obrubou rozděleny do tří pomyslných částí. Vrchní a střední část znázorňují kříž. Vrchní část symbolizuje strom života. Kmen končí stylizovaným trojlistem. Tato část je na kování nejbohatší. Střední část má symetricky po obou stranách strom se čtyřmi větvemi, na konci se nacházejí královské lilie. Ve spodní části se nachází rostlina s jediným květem růže uprostřed. Jako celek dveře zobrazují Rajskou zahradu, se stromem a rostlinami.
Nad portálem na jižní straně se mezi druhým a třetím pilířem vyskytovala freska, která s portálem tvořila jeden celek. Skládala se ze tří částí zasazených do společného rámu, jednotlivé části pak byly ještě odděleny ještě užším rámem – freska tak byla ve formě kompozice. Vysoká byla jako vrchol vnějších opěrných pilířů. Spodní část je ale nyní neviditelná, ztratila se ve stěně přistavěné věže. Freska představovala Muže bolesti.
V levé části se nachází schodiště s dřevěným zábradlím, které vede do prvního patra, kde je vnější vstup na kruchtu. Vnější vstup na schodiště do věže se nachází taktéž v jižním průčelí. Ve východní části jižního průčelí je přistavěná barokní kaplička Božího Hrobu z roku 1830, napravo od ní se nachází původní gotické lomené okno s kovanou mříží. Kování je však nové, neboť původní se nedochovalo, je inspirováno jedinou dochovanou kovanou mříží, která se nachází v okně za oltářem.

### Východní průčelí

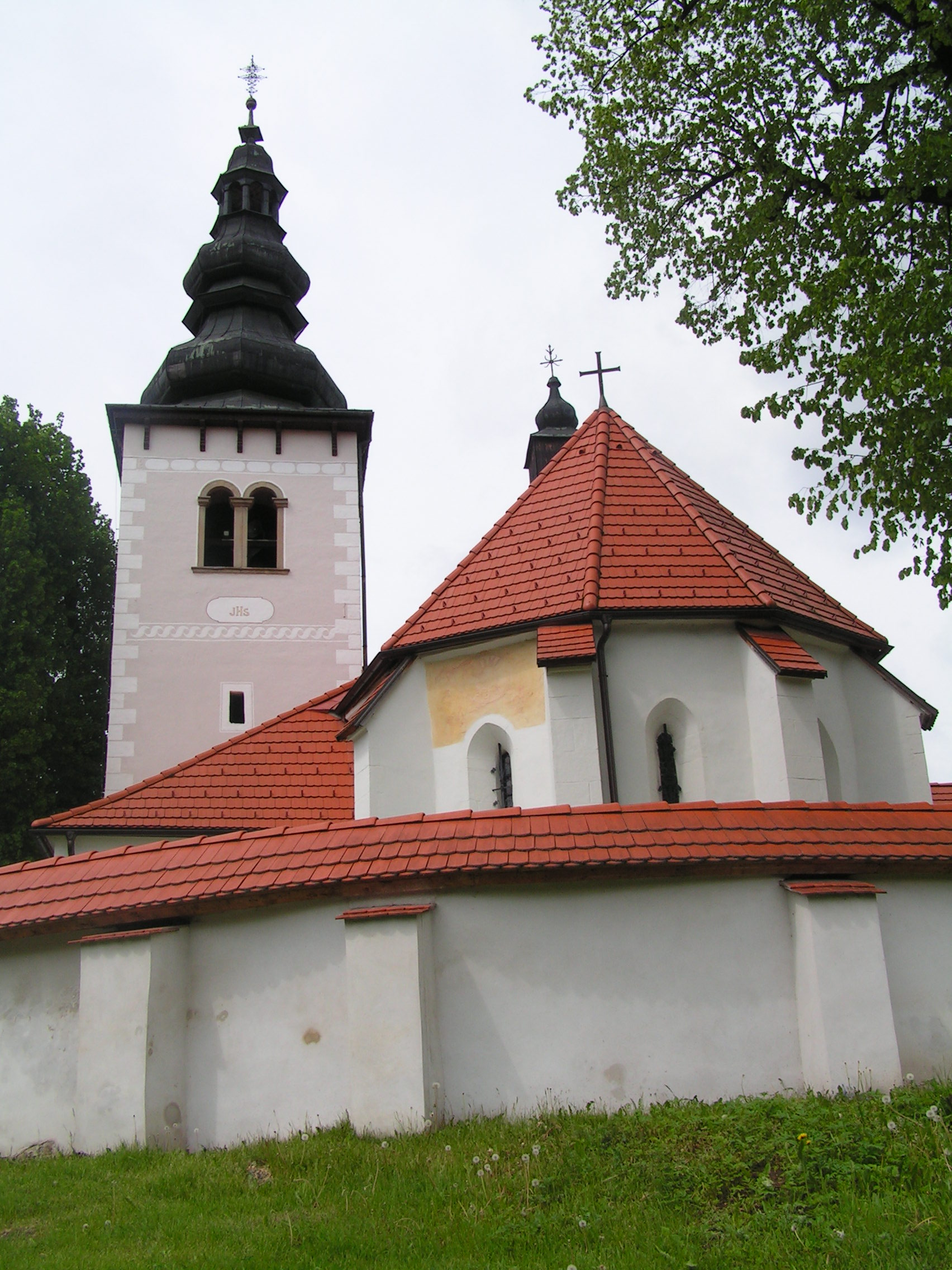
Pohled na východní průčelí

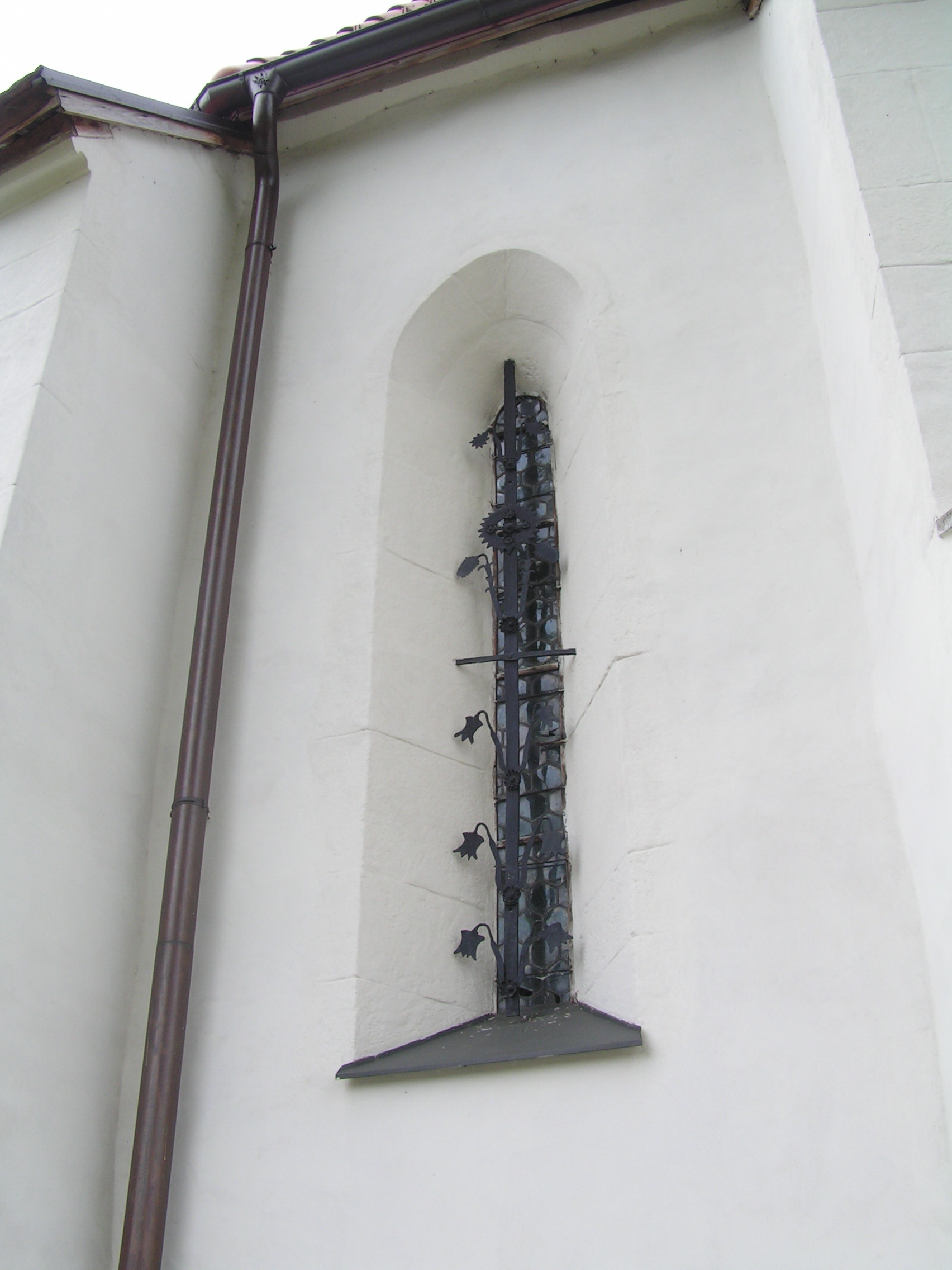
Původní kovaná mříž

Zde se nacházejí tři gotická okna s kovovými mřížemi. Okno, za kterým se nachází oltář, má jako jediné dochovanou původní kovovou mříž. Je čtyři metry vysoké, a 1,8 metru široké. Tvar mříže je přesně přizpůsoben těmto rozměrům. Jejím nosníkem je svislá železná tyč, kterou v polovině protíná tyč horizontální. Dohromady tak vytvářejí základní tvar kříže, na který navazují další symetrické prvky. V horní části se nachází slunce, jehož výplň také připomíná kříž. Toto slunce je připevněno pěti růžemi. Na svislé tyči je na každé straně pět trnů. Toto vše představuje Ježíše Krista, bičovaného, trnovou korunou korunovaného a ukřižovaného. Tato kovaná mříž ladí s kováním dveří na původním jižním vstupu.

### Severní průčelí
Na východě severního průčelí je sakristie na čtvercovém půdoryse. Je přistavěná, s vlastními lomenými okny, a v minulosti měla jediný vstup, který se dal zamknout zvenčí – hlavní vchody šly zamykat pouze zevnitř. Tři okna jsou širší s kovanou mříží a přistavěny byly až později. Ani u jednoho se však nedochovala originální mříž. Ze symbolických důvodů byla okna prostá, bez barevných vitráží. Při pohledu zevnitř pozorovatelný křížový tvar mříží. Za sakristií je také pozůstatek po jednom opěrném pilíři, který dnes připomíná jen pískovcový výstupek ve stěně. Držel obvodovou zeď, proto byl ponechán.

## Materiál
Obvodové zdivo z lomového kamene má velmi plytké základy z lámaného kamene, které jsou spojeny zeminou, nikoli maltou. Zeď se skládá z venkovních stěn a výplní mezi nimi. Obvodové stěny jsou tvořeny z hrubšího netesaného lámaného kamene, vyskládaného do řad. Výplní mezi stěnami byla drť a sutina. Pro zpevnění obvodové zdi byla postavena uzávěrová kamenná římsa. Toto je typická stavební technika pro menší kostely, která se nejčastěji používala kvůli své finanční nenáročnosti. Kámen i pískovec se pravděpodobně těžil a zpracovával přímo v Sliačoch.

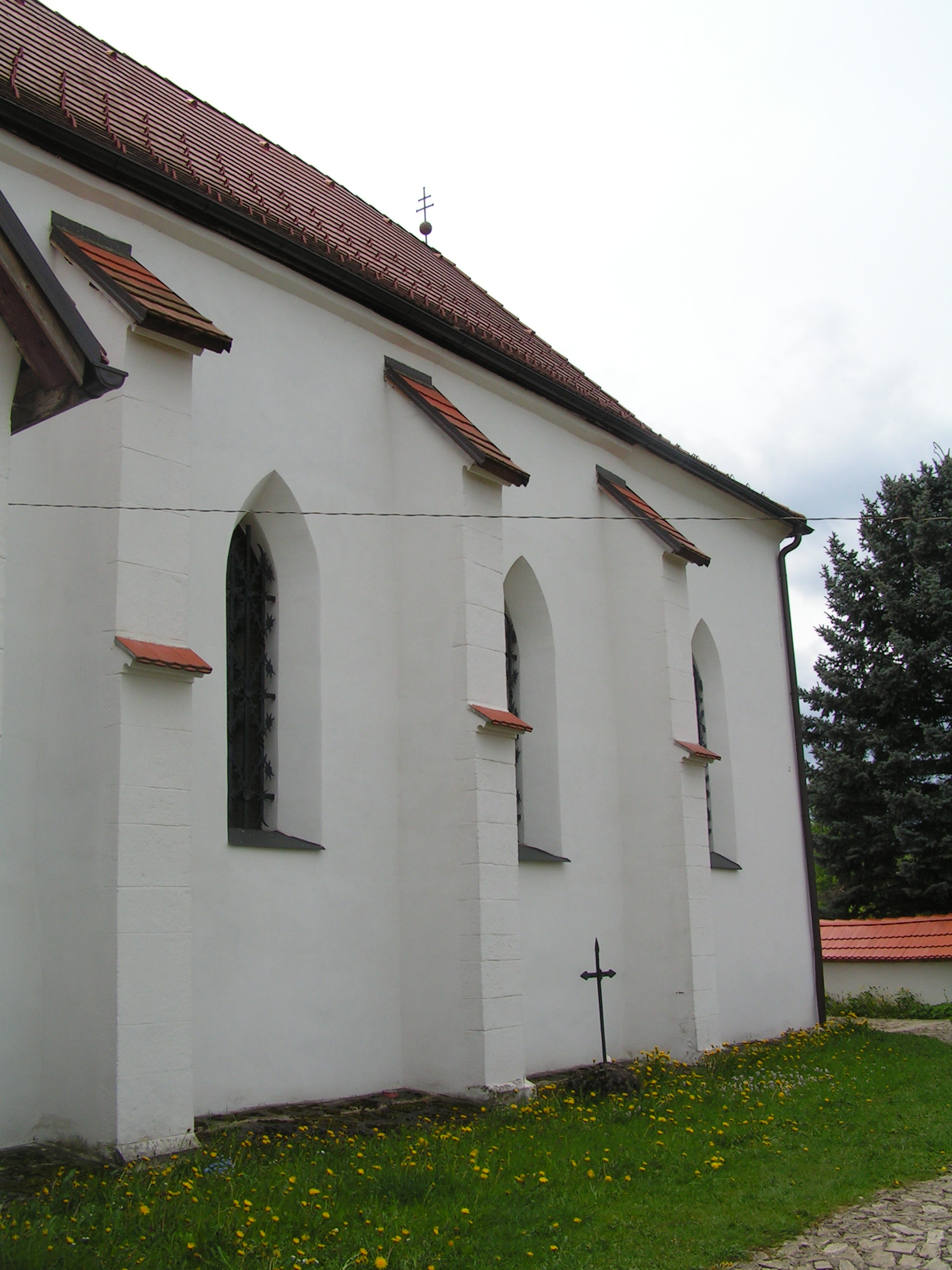
Pilíře severní strany kostela

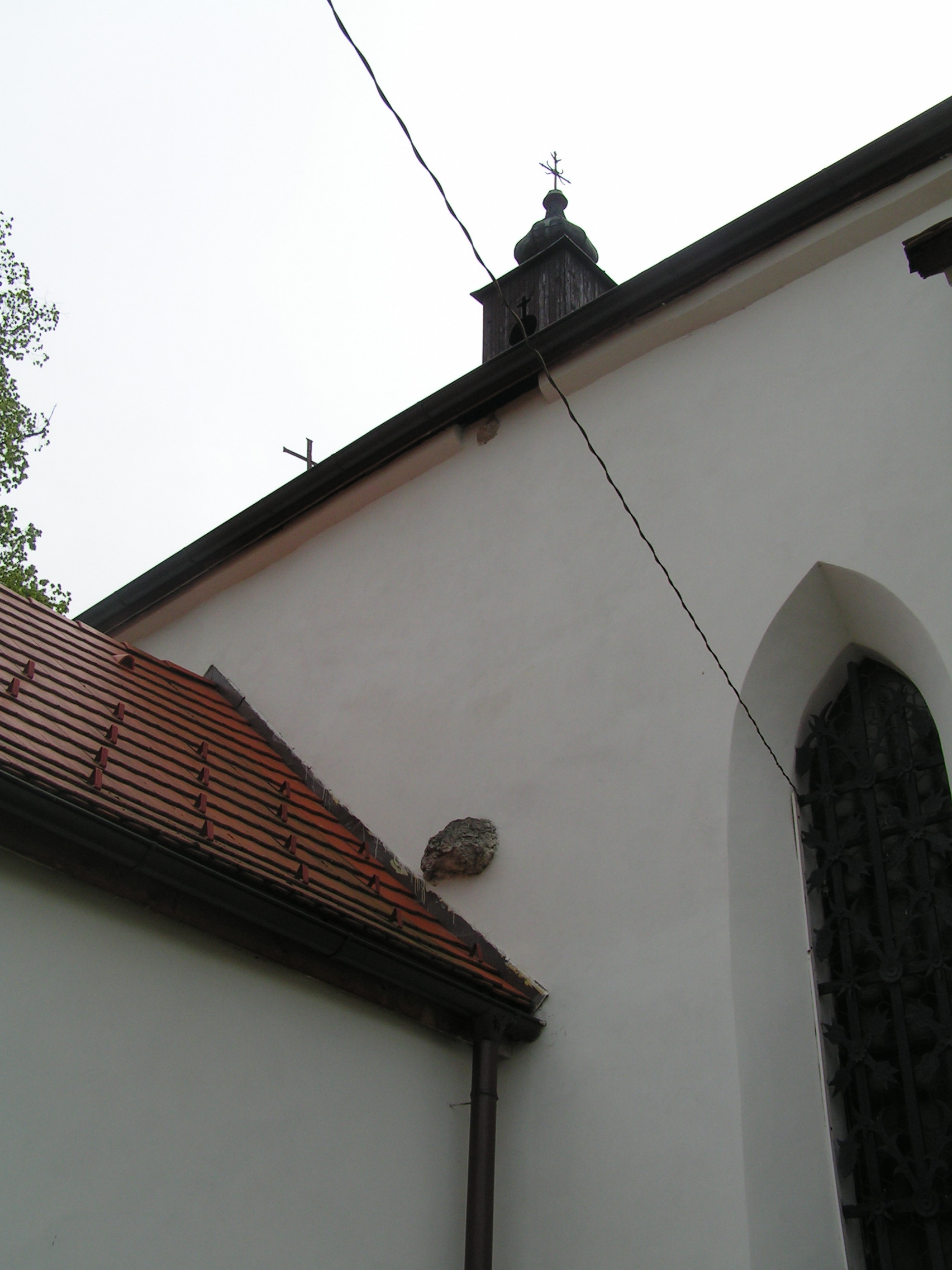
Nedochovaný pilíř

## Pilíře
Pilíř je jediný prvek, který se opakuje, ostatní motivy, jako např. mříže se střídaly a obměňovaly. Odstupňované opěrné pilíře z tesaných pískovcových kvádrů měly pevné kamenné základy, zapuštěné hluboko do země. Nad úrovní země se zúžily na patkách. Na záměrně odstraněném pilíři v 16. století (rozšiřování sakristie) na severní straně je vidět, jak se vázaly masivní pískovce s obvodovým zdivem. Tento pískovec zde byl ponechán, protože držel obvodové zdivo a jeho vyjmutím by byla oslabena zeď. V opěrných pilířích spočívala statika kostela, nahrazovaly základy kostela. Symbolika pilířů je v podpoře církve. Tento kostel měl apoštolský ráz, proto měl čtrnáct vnějších opěrných pilířů (základních dvanáct apoštolů, plus sv. Pavel a sv. Barnabáš). Po výstavbě renesanční klenby v 17. století, byly uvnitř zbudovány nosné přízední pilíře přesně naproti těm vnějším.Všechny pilíře mají stejný tvar.

## Střecha

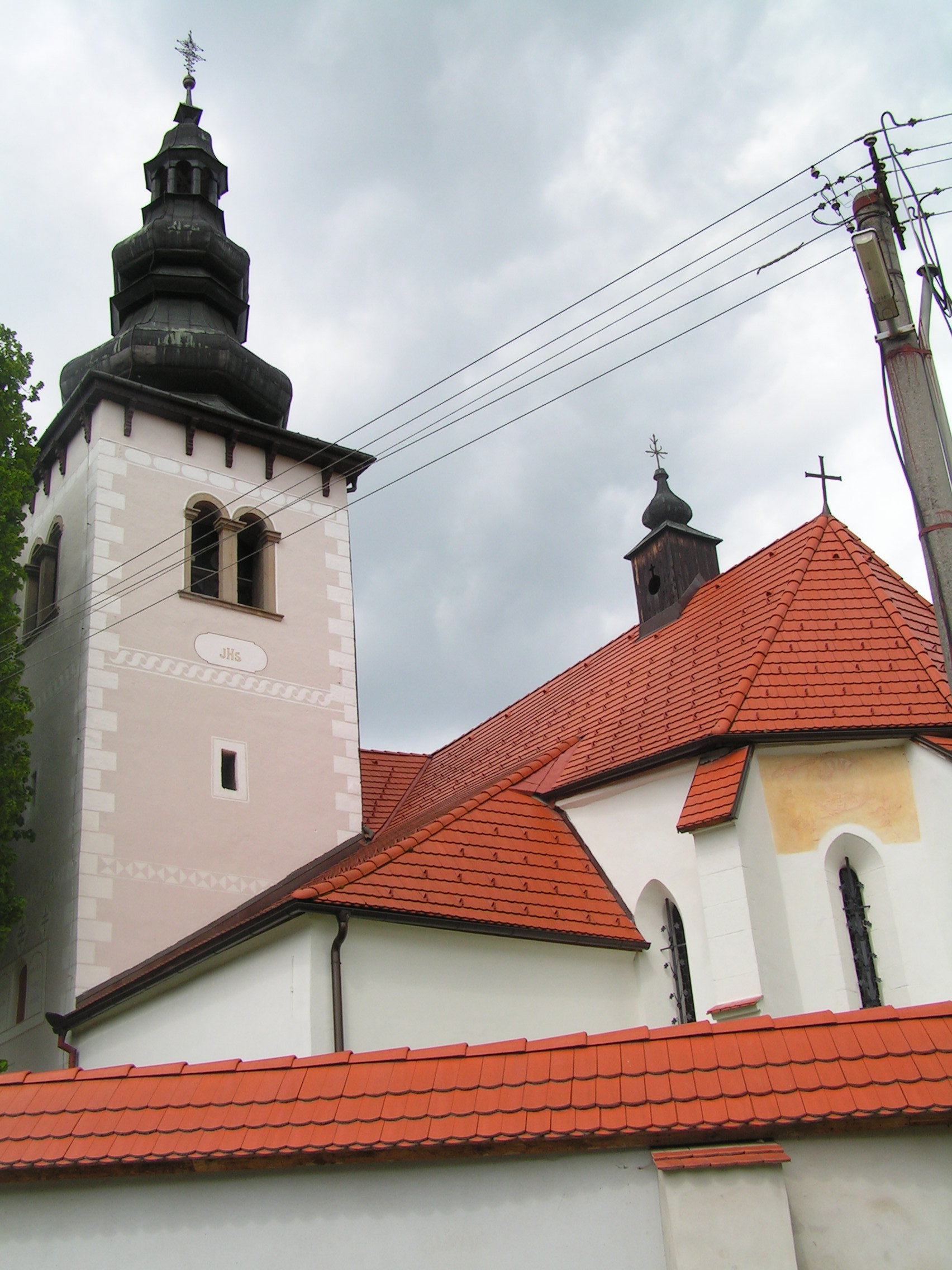
Věž kostela

Původně byla podepřena silnými borovicovými trámy a pokrytá šindelem. Část vazby nad kněžištěm, oddělená od lodě zdivem nad vítězným obloukem, se v neporušeném stavu dochovala do dnešních dob. Ke zbudování vazeb nebyly použity kuté hřebíky, ale dřevěné klíny. Na stavbě střechy se s velkou jistotou podíleli truhláři a tesaři přímo z vesnice, kteří od pradávna vynikali v tomto oboru. Nad presbyteriem se nacházela menší štíhlá věžička s cibulovitým zastřešením. Je dodnes zachována a jejím účelem bylo ohlašování pozdvihování při sv. mši, k tomu sloužil zvoneček uvnitř, tzv. signálka.

## Věž
Začátek stavby kostelní věže se datuje okolo roku 1680. Věž byla stavěna na tři etapy, a konečně dokončena roku 1706. Dvacátého třetího července 1715 se konalo slavnostní posvěcení jejích tří kostelních zvonů. Věž je postavena u původního vstupu do kostela. Před původním portálem proto vznikla malá vstupní místnost s křížovou klenbou, v této místnosti jsou umístěny lavice a nyní se využívá k modlitbám. Do věže se vchází malými dveřmi, kterými se lze dostat ke zvonům a ke krovům lodi, kde se nachází původní velmi vzácné gotické fresky. Okna věže se skládají ze dvou částí – typické sdružené okno s půlkruhovým překlenutím. Každé ze čtyř sdružených oken míří na jednu ze světových stran. Věž byla po dokončení omítnuta a vybělena.

## Architektonický popis interiérové části

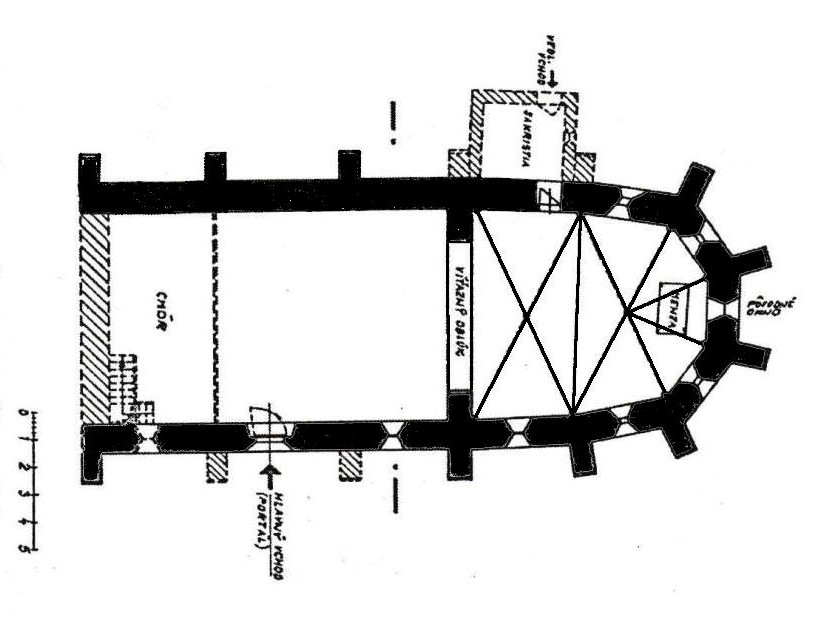
Původní půdorys

Prostor je členěn do dvou částí: kněžiště (presbyterium), které je oddělené vítězným obloukem, a na loď. Původní strop nebyl klenutý, ale pouze dřevěný, který se nezachoval. Až po roce 1644 byla postavena renesanční klenba lodě a přistavěny vnitřní podpůrné pilíře. Podlaha všech částí kostela bylo tvořená pískovcovými deskami, které byly podloženy a spojeny maltou.

### Kněžiště
Kněžiště má polygonální zakončení tvořené pěti stranami pravidelného osmiúhelníku. Jeho osa je viditelně vychýlená o několik stupňů na pravou stranu. Původně se předpokládalo, že je to jen výsledek primitivní stavební techniky. Vychýlení ale bylo zcela záměrné, protože zde bylo uloženo vše potřebné k eucharistii a k oběti, spojené s obětní hostinou. Tvar koresponduje s nakloněnou hlavou Ježíše Krista na kříži, která byla nakloněna vpravo. Je zde jediný pevný oltář, obětní stůl s relikviemi mučedníka. Na levé straně v rohu se nachází otvor, pastoforium, pro oltářní svátosti. Má jednoduché kamenné ostění, které bylo při přestavbách velmi poškozeno, a kovanou mříž, jejíž originál se nezachoval. Stejné umístění, ale na straně pravé, má otvor na kalich a obětní nádoby. Na pravé straně se také nachází tzv. sedile, místo k sezení pro kněze. Toto sedila mělo po bocích tesané kamenné (pískovcové) ostění s půlkruhovým uzávěrem. Tento oblouk byl zničen při prodlužování bočního okna.
Prostor presbyteria je zaklenut křížovou žebrovou klenbou a v závěru je klenba paprsčitá. V průnicích žeber jsou umístěny dva jednoduché svorníky. Všechna žebra dosedají na přípory, které zdobí kroužené hlavice tvaru obráceného oříznutého jehlanu. S velkou pravděpodobností byla na žebrech a příporách jemná vrstva omítky, jejíž nepatrný kousek se zachoval na východní straně vítězného oblouku. Také se předpokládá, že na obou svornících byl nakreslený nějaký obraz místo plastické ozdoby. Válcové přípory byly vcelku netradiční raně gotický prvek, avšak měly svou staticky důležitou funkci. Ve vnitřku kostela vázaly a zpevňovaly obvodovou stěnu s venkovními pilíři.

### Loď

Pohled do lodi

Druhým prostorem v kostele je loď, která má stejnou šířku jako kněžiště, ale je delší. Když byl kostel dostavěn, tak byl dostatečně velký pro všechny věřící ze Sliačí. Místa bylo přebytek, ale přesto byl vybudován ještě kruchta v poslední třetině lodě. Loď je tak mnohem větší, než u okolních starších kostelů jako např. v Kútě, Martinčeku, nebo Michale, neboť investor myslel na budoucí přírůstek obyvatelstva. Severní stěna lodě byla původně bez oken a nacházely se zde fresky po celé ploše. V jižní stěně jsou vpravo od portálu dvě lomená okna. Malé okénko se také nacházelo v jižní zdi kruchty a okrouhlé okénko v západní zdi. Obě okénka měla kamenné ostění a železnou kovanou mřížku. Uprostřed chóru se pravděpodobně nacházely varhany.

### Vítězný oblouk
Vítězný oblouk je lomeného tvaru vytvořeném z velkých opracovaných pískovcových kvádrů bez profilování a s polychromováním. Má vazbu na vnější opěrné pilíře. V zalomení je kamenná římsa, na které pravděpodobně spočíval pevný dřevěný trám. Na něm se mohla nacházet Kalvárie. Původní polychromie a Kalvárie se nedochovaly.

### Sakristie
Je přičleněna k presbytáři ze severu. Je postavena na čtvercovém půdoryse a zaklenutá křížovou klenbou. Ta je svedena do rohů bez zakončení konzolami. Má dva vstupy s portály. Pravděpodobně venkovní dřevěné dveře měly kování. Na východní straně se nacházelo okénko s kamenným ostěním a kovovou mříží. Sakristii při pozdější pozdně-gotické přestavbě (první čtvrtina 16. století) prodloužili a rozšířili. Tehdy se ztratilo a zničilo vše z původní sakristie.

## Popis zařízení v interiéru

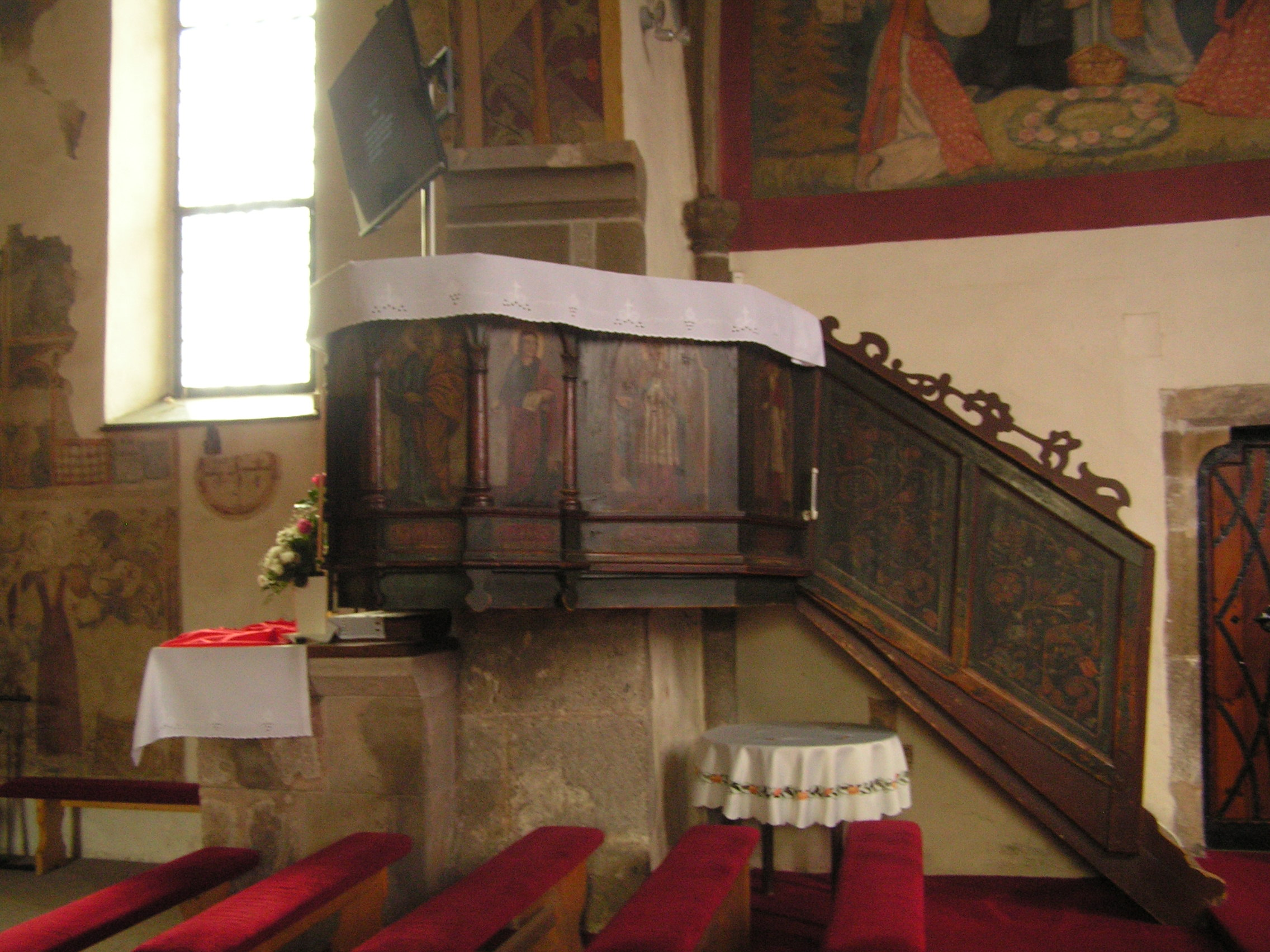
Dřevěná kazatelna z 18. století

Kromě hlavního oltáře se v kostele se nachází i dva boční pozdně gotické křídlové oltáře z let 1500–1510. Na jednom je vyobrazena Panna Marie a na druhém sv. Mikuláš. Mezi kněžištěm a lodí je dřevěná kazatelna z 18. století. Z dalšího vnitřního zařízení se dochovala pouze kamenná menza.

### Hlavní oltář
Oltář byl hlavním objektem raně gotického kostela. Byl dispozičně a výtvarně bohatě členěný, a v kostele se nacházel pouze jeden. Situován byl ve středu kněžiště. Dodnes se zachoval neporušený základ, který má tři řady složené z jemnozrnných žlutavých opracovaných pískovců, které se křížově vážou nad sebe. Relikviář byl uprostřed menzy, protože v popředí oltáře není žádný otvor. Nad menzou se nacházelo retabulum s výjevy ze života patronů kostela Šimona a Judy, bylo ovšem bez tabernákula (svatostánku). Nyní má oltář barokní podobu a v jeho centru se nachází velký tabulový pozdně gotický obraz Madony s apoštoly sv. Petrem a Pavlem z roku 1517.

## Nástěnné malby

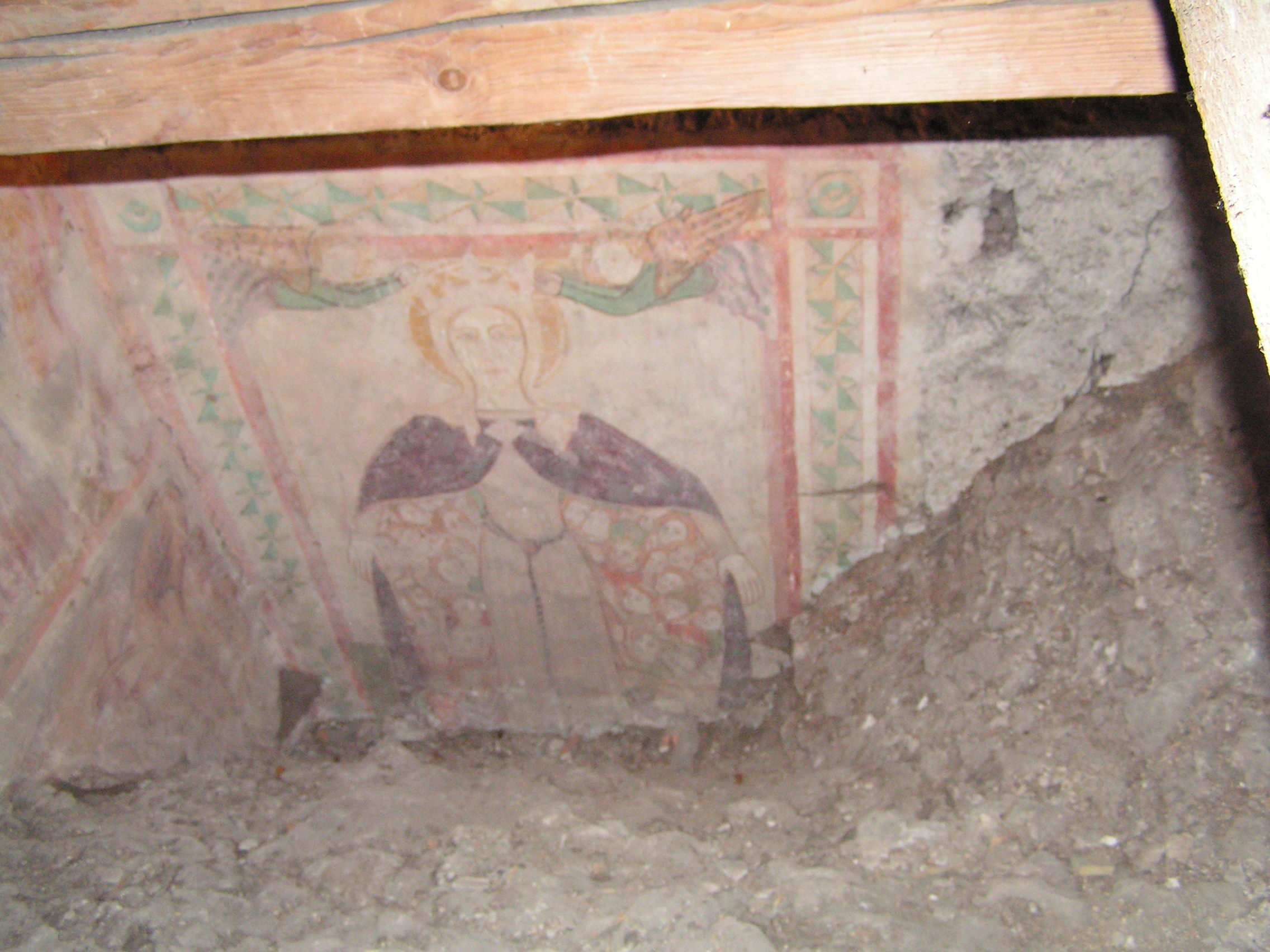
Panna Marie Ochránkyně
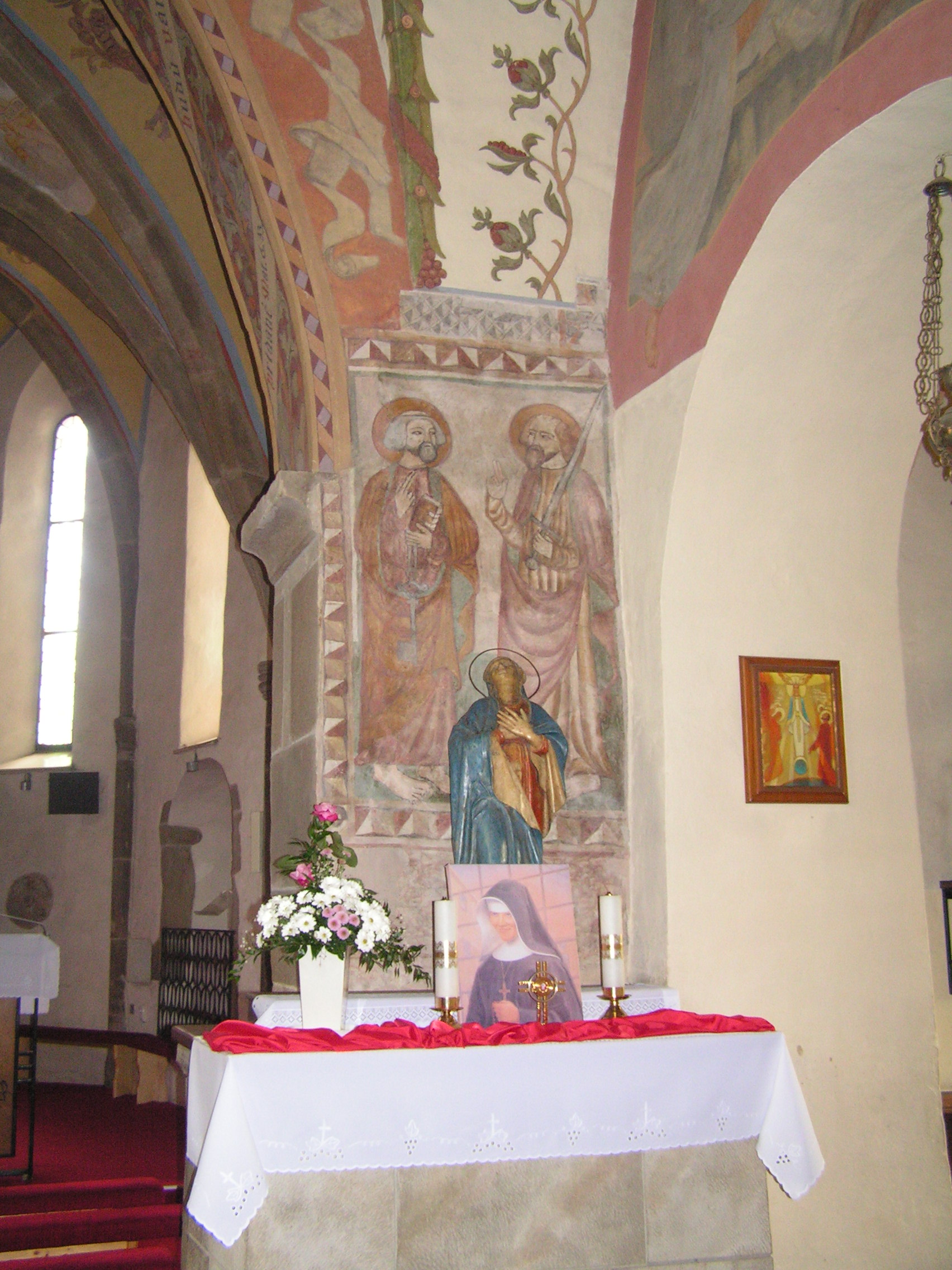
Freska na vítězném oblouku
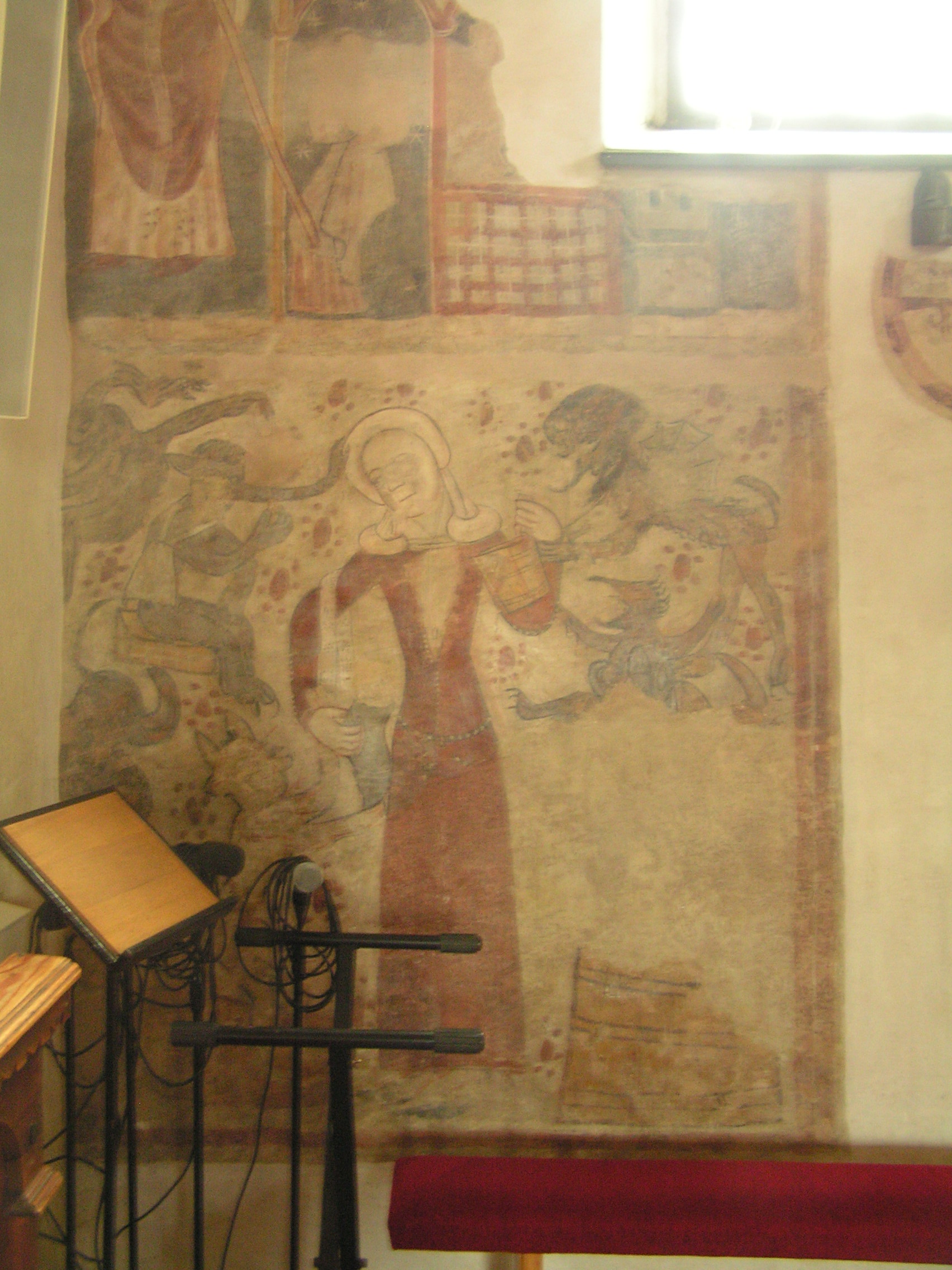
Freska Máří Magdalény
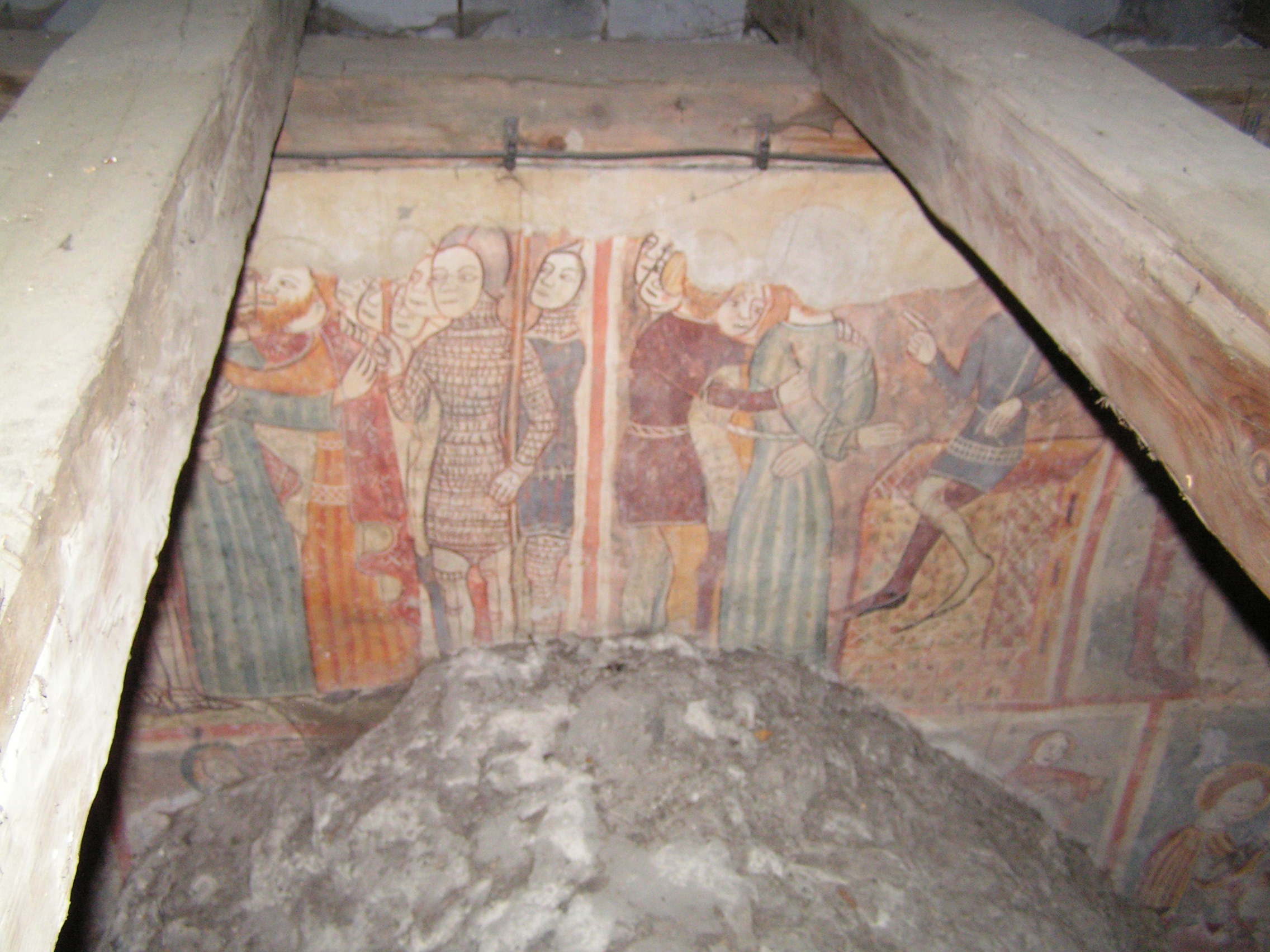
Fresky ukryté v krovech
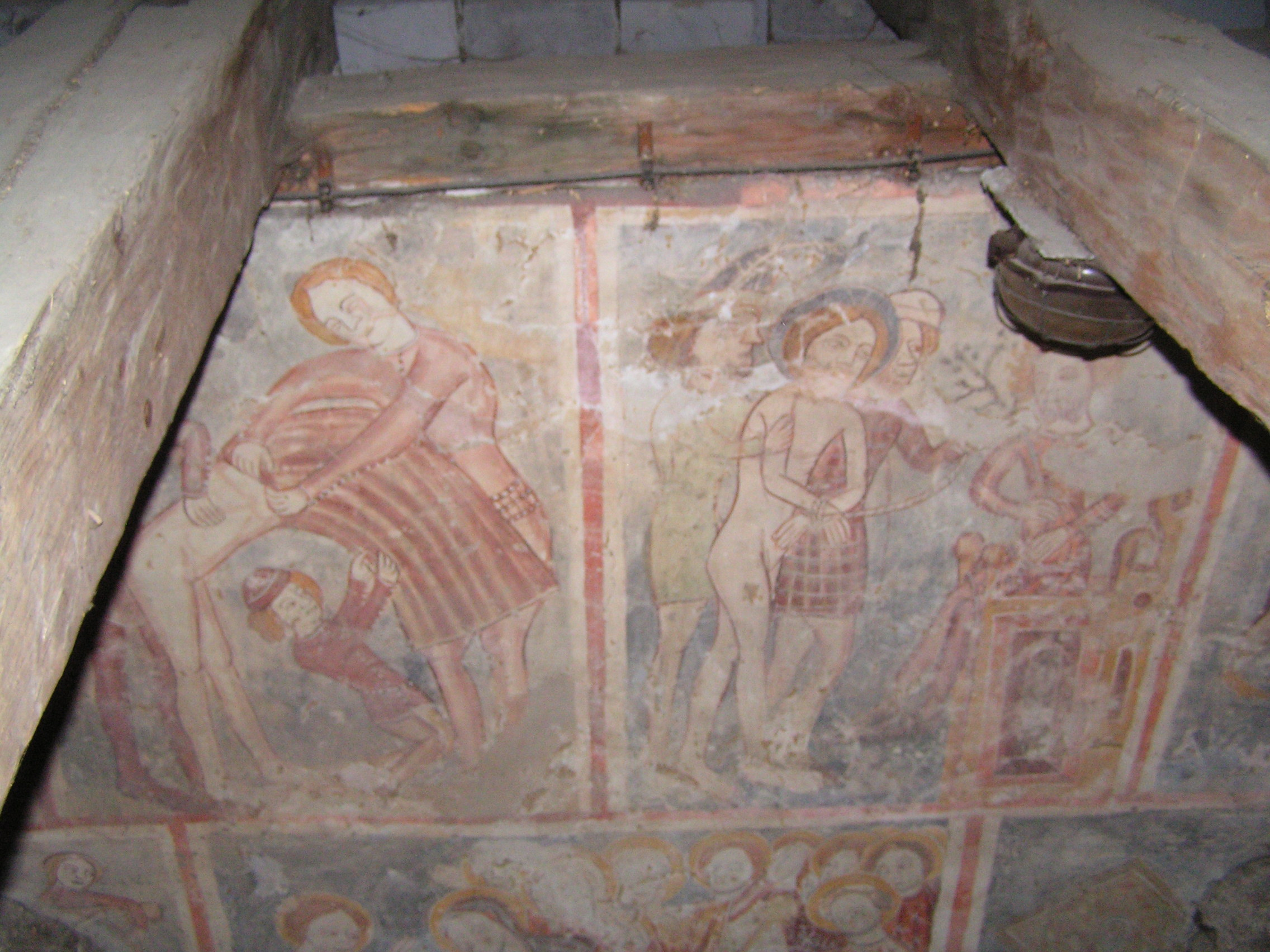
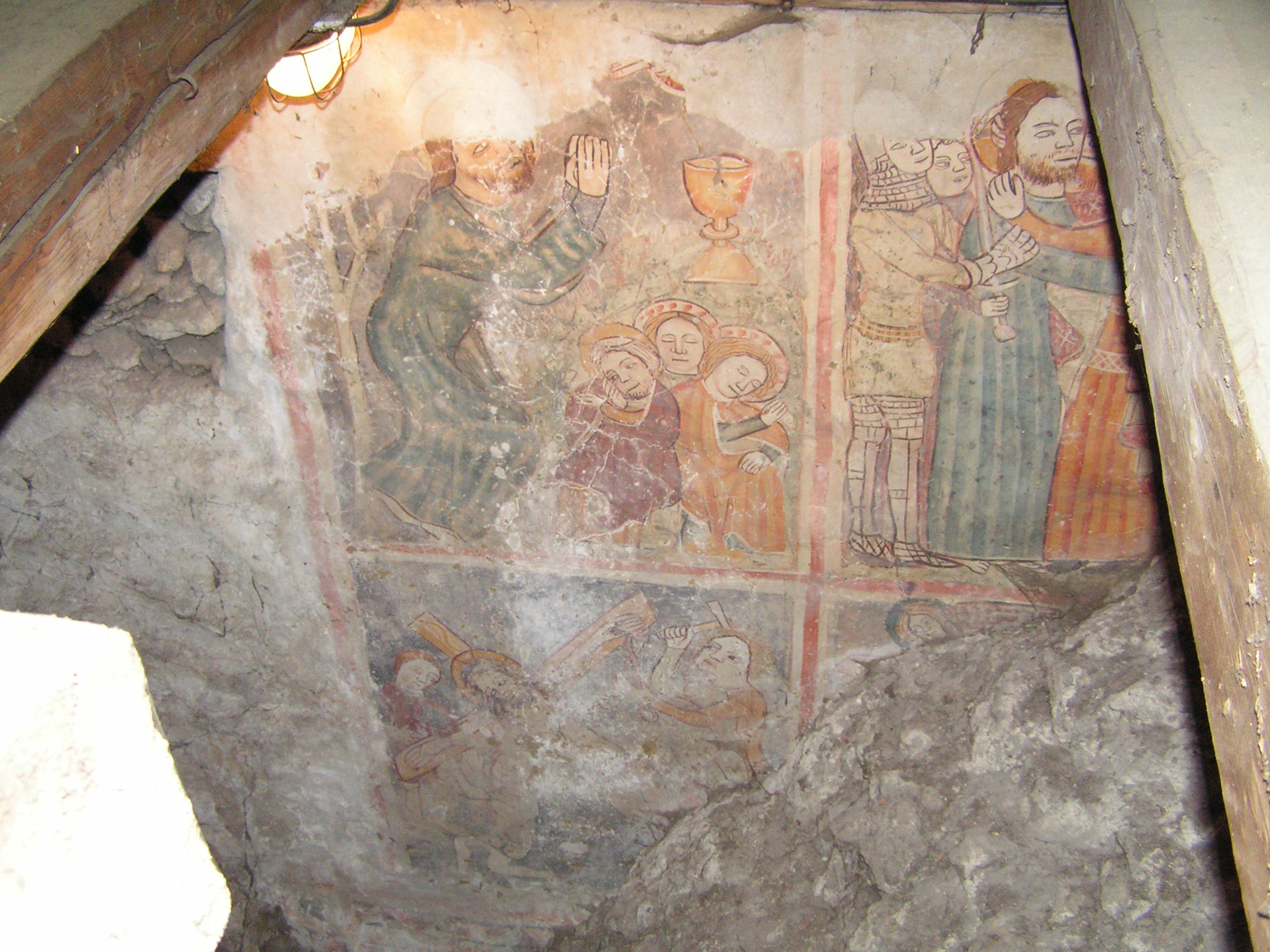

Nejlépe dochované fresky se nachází nad renesanční klenbou, v krovech. Jelikož lidé ve 14. století většinou neuměli číst ani psát, byly fresky ideální formou podání Bible. Fresky tak sloužily i při výuce náboženství. Podle konceptu stavitele byly fresky situované pouze do prostoru, kde se pohybovali věřící. Kněží se v kněžišti měli soustředit, a proto fresky v tomto prostoru nejsou. Nástěnné malby se nacházely na dvou plochách v kostele: na vítězném oblouku a severní zdi lodi.

### Fresky na vítězném oblouku
V horní, levé, evangelické části se nachází Panna Marie Ochránkyně. Tato freska je orámovaná geometricky sdruženými trojúhelníky, a u hlavy se nachází jemná svatozář. Původně tato malba měla korunku z drahokamů, ta se ovšem nedochovala. Na plášti má vyobrazeny hvězdy a tečky, pravděpodobně to mělo zobrazovat vesmír a nadpřirozenost. Dva andělé ji na hlavu dávají bohatě zdobenou korunu, to znamená, že je nanebevzatá a korunovaná královna. Má doširoka rozevřené lokty, které rozhrnují plášť spojený trojúhelníkovou sponou. Pod pláštěm se nachází spousta hlav kněžích, bojovníků apod. Pod touto freskou se měla nacházet Kalvárie.
Na straně pravé se nachází malba sv. Heleny s křížem naděje. V dolním páse se nachází freska sv. Petra a Pavla.

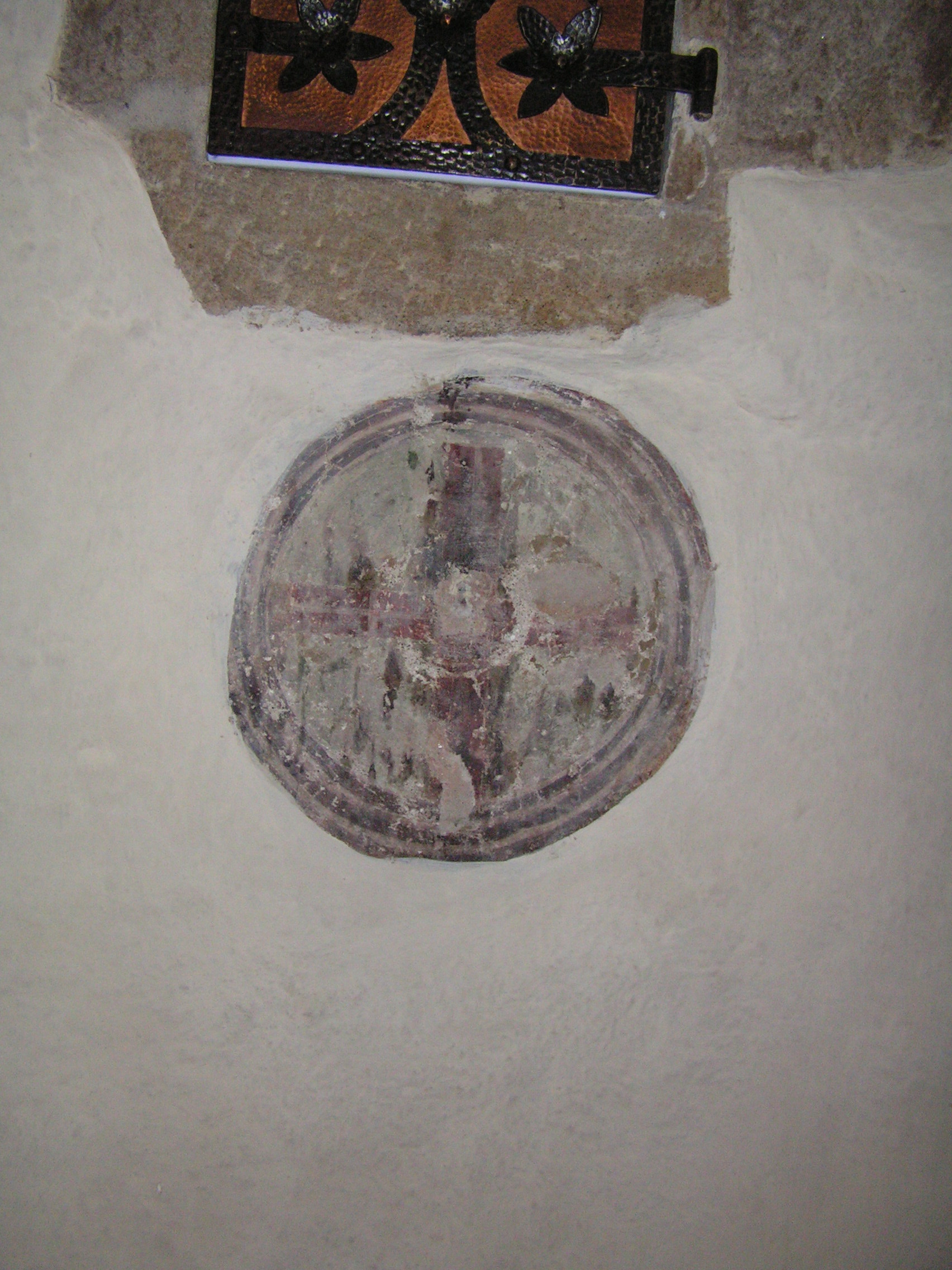
Konsekrační kříž v kněžišti

### Konsekrační kříže
Architektonické podmínky konsekrace byly jasně dané. Aby mohl být kostel konsekrován, musel splňovat náležitosti jako např.: kvalitní materiál stavby – kámen, nebo altare fixum (do podlahy zakotvený kamenný oltář s relikviářem).
Samotné konsekrační kříže jsou velmi rozmanité a žádný z nich nemá stejnou výplň. Liší se také složitostí motivů, velikostí jsou si však podobné (průměr okolo 43 cm). Křížů bylo celkem dvanáct, ale do dnešní doby se jich zachovalo pouze sedm. Kříže v kněžišti byly zdobnější než ty, které se nacházely v lodi kostela.

### Fresky na severní stěně
Protože ze severní strany přicházely bouřky a vítr, tak zde původně nebyla okna. Proto se severní stěna stala ideálním místem pro fresky. Jak vstup, tak okna se nacházela na jižní straně kostela, proto když věřící vstoupil do kostela, tak jako první spatřil osvětlené fresky. Malby byly rozprostřeny od vítězného oblouku až po třetí pilíř lodi ve čtyřech pásech nad sebou. První a druhý zobrazují utrpení, umučení a smrt spasitele – křížovou cestu. Třetí a čtvrtý pás se věnuje světcům a světicím. Tyto poslední pásy jsou nejméně zachované, jelikož do lodi byl vsazen klenební opěrný systém, a byla probourána okna.

## Zajímavosti

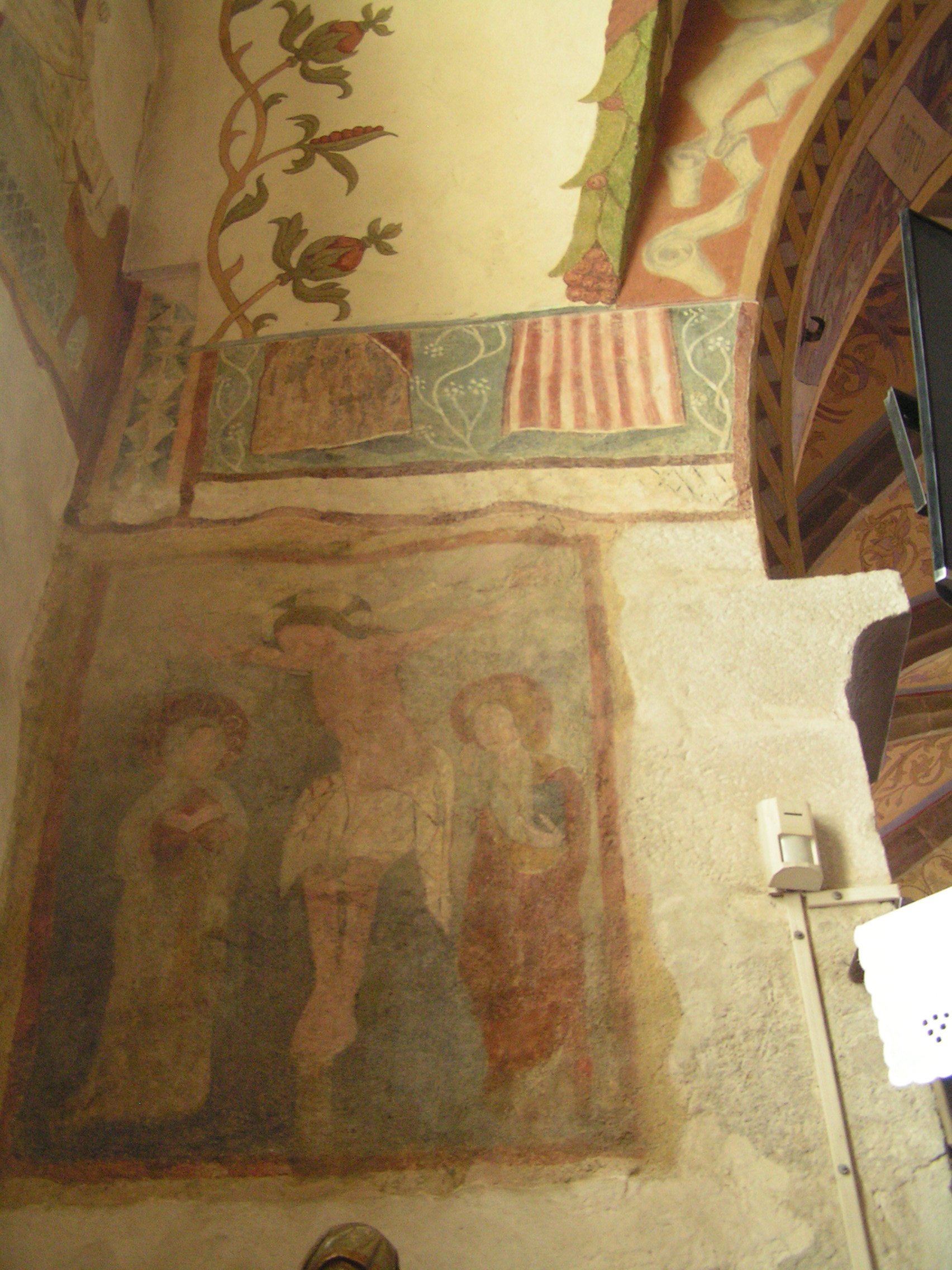
Přistavěná klenba narušila fresku – vidět jsou pouze nohy

- Na levé západní stěně vítězného oblouku se nachází freska, která má pouze nohy. Toto je zapříčiněno stavbou renesanční klenby, která narušila původní fresky.
- V době stavby věže byl velmi drahý materiál, tři smrkové desky stály patnáct grošů a padesát hřebíků stálo pět grošů. Věž byla dostavěna i díky daru sto zlatých od faráře z Pribyliny.
- Místní tesaři v Sliačoch měli v pozdním středověku i svůj cech. Tento cech daroval kostelu na konci 17. století dřevěný lustr.
- 23. července 1715 se konalo slavnostní posvěcení tří nových zvonů.
- Velký tabulový pozdně gotický obraz Madony s apoštoly sv. Petrem a Pavlem z roku 1517 je největším zachovaným středověkým obrazem na Slovensku.
- V letech 1896 až 1898 byl kostel vymalován rodákem ze Sliač Josefem Hanulou.
- 21. června 1969 byl do svatyně přidán obětní stůl, farář tak stál čelem k lidem při bohoslužbě. Do té doby se přeměna oběti a další úkony spojené se stolem konaly na kamenné menze hned u oltáře, kněz tak byl zády k lidem.
- Freska Sv. Marie Ochránkyně byla na Slovenské tisícikoruně, poté byla slovenská měna nahrazena eurem.